# Selección de fútbol sub-23 de la República Checa
La selección de fútbol sub-23 de la República Checa, conocida también como la selección olímpica de fútbol de la República Checa, es el equipo que representa al país en Fútbol en los Juegos Olímpicos y en la Eurocopa Sub-21; y es controlada por la Federación de Fútbol de la República Checa.

## Palmarés
- Eurocopa Sub-21: 1

2002
- - Finalista: 1

2000

## Estadísticas

### Eurocopa sub-21
| Récord | Récord                     | Récord                     | Récord                     | Récord                     | Récord                     | Récord                     | Récord                     |    | Récord en la Eliminatoria | Récord en la Eliminatoria | Récord en la Eliminatoria | Récord en la Eliminatoria | Récord en la Eliminatoria | Récord en la Eliminatoria |
| Año    | Ronda                      | J                          | G                          | E1                         | P                          | GF                         | GC                         | J  | G                         | E                         | P                         | GF                        | GC                        |                           |
| ------ | -------------------------- | -------------------------- | -------------------------- | -------------------------- | -------------------------- | -------------------------- | -------------------------- | -- | ------------------------- | ------------------------- | ------------------------- | ------------------------- | ------------------------- | ------------------------- |
| 1996   | Cuartos de final           | 2                          | 0                          | 0                          | 2                          | 2                          | 4                          | 10 | 7                         | 2                         | 1                         | 33                        | 9                         |                           |
| 1998   | No clasificó               | No clasificó               | No clasificó               | No clasificó               | No clasificó               | No clasificó               | No clasificó               | 8  | 3                         | 0                         | 5                         | 13                        | 13                        |                           |
| 2000   | Finalista                  | 4                          | 2                          | 1                          | 1                          | 9                          | 7                          | 12 | 9                         | 1                         | 2                         | 20                        | 6                         |                           |
| 2002   | Campeón                    | 5                          | 2                          | 2                          | 1                          | 5                          | 5                          | 12 | 9                         | 2                         | 1                         | 29                        | 6                         |                           |
| 2004   | No clasificó               | No clasificó               | No clasificó               | No clasificó               | No clasificó               | No clasificó               | No clasificó               | 10 | 7                         | 0                         | 3                         | 20                        | 7                         |                           |
| 2006   | No clasificó               | No clasificó               | No clasificó               | No clasificó               | No clasificó               | No clasificó               | No clasificó               | 12 | 6                         | 3                         | 3                         | 26                        | 11                        |                           |
| 2007   | Fase de grupos             | 3                          | 0                          | 1                          | 2                          | 1                          | 4                          | 4  | 3                         | 1                         | 0                         | 7                         | 3                         |                           |
| 2009   | No clasificó               | No clasificó               | No clasificó               | No clasificó               | No clasificó               | No clasificó               | No clasificó               | 8  | 4                         | 2                         | 2                         | 19                        | 5                         |                           |
| 2011   | 4.º lugar                  | 5                          | 2                          | 0                          | 3                          | 4                          | 6                          | 10 | 9                         | 1                         | 0                         | 30                        | 4                         |                           |
| 2013   | No clasificó               | No clasificó               | No clasificó               | No clasificó               | No clasificó               | No clasificó               | No clasificó               | 10 | 6                         | 3                         | 1                         | 26                        | 7                         |                           |
| 2015   | Clasificado como anfitrión | Clasificado como anfitrión | Clasificado como anfitrión | Clasificado como anfitrión | Clasificado como anfitrión | Clasificado como anfitrión | Clasificado como anfitrión | –  | –                         | –                         | –                         | –                         | –                         |                           |
| Total  | 6/11                       | 19                         | 6                          | 4                          | 9                          | 21                         | 26                         | 96 | 63                        | 15                        | 18                        | 223                       | 71                        |                           |

1- Los empates incluyen los partidos que se definieron por penales.

## Jugadores

### Logros individuales
| Año  | Balón de Oro |
| 2002 | Petr Čech    |
| ---- | ------------ |

### Estadísticas individuales
Los jugadores que aparecen en Negrita todavía son legibles para intergrar el equipo olímpico.

#### Más apariciones

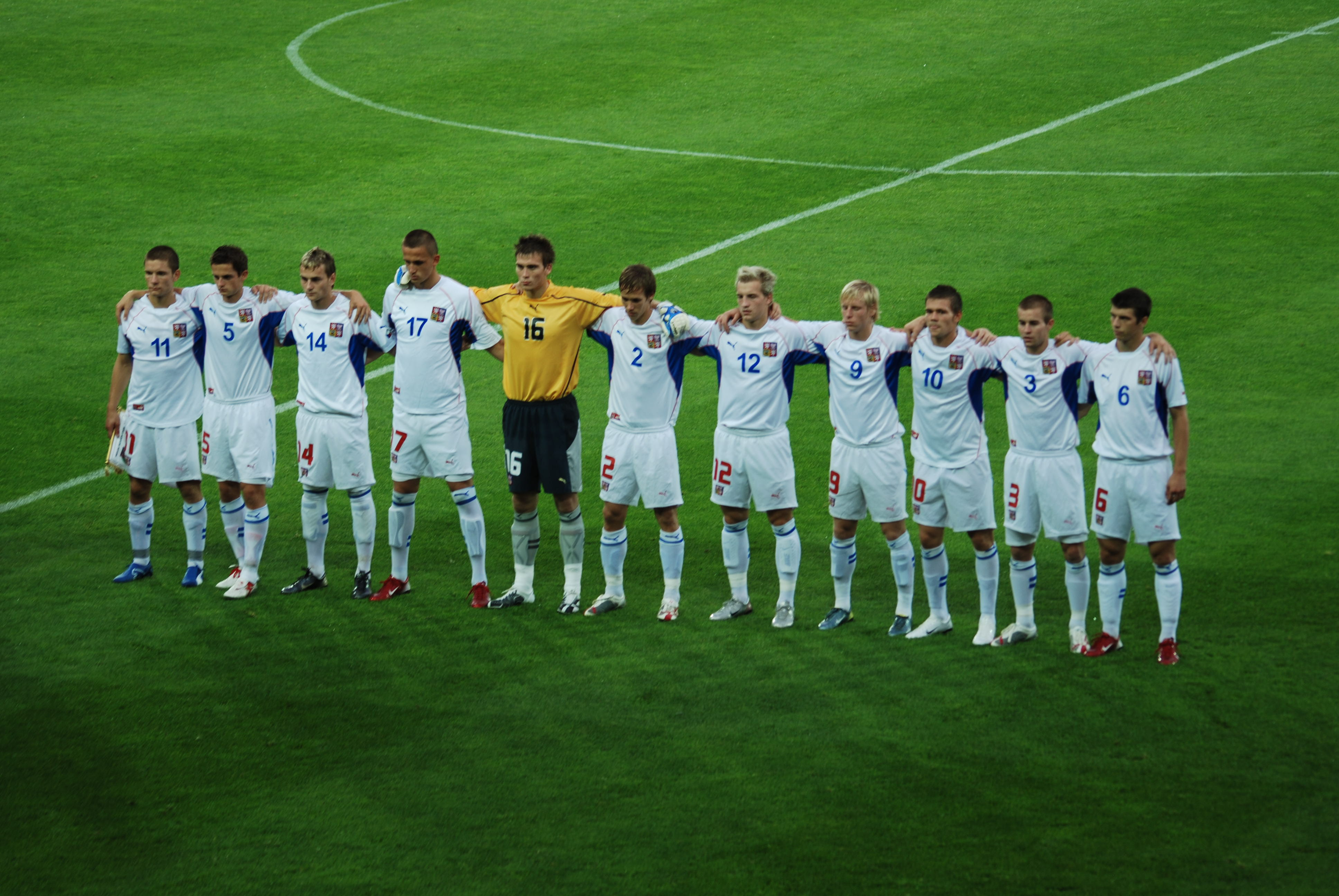
Selección del 2007.

| # | Nombre             | Club(es)                           | Apariciones |
| - | ------------------ | ---------------------------------- | ----------- |
| 1 | Jan Polák          | 1. FC Brno, Slovan Liberec         | 46          |
| 2 | David Kobylík      | Sigma Olomouc, Strasbourg          | 32          |
| 3 | Bořek Dočkal       | Slavia Praga, Slovan Liberec       | 28          |
| 3 | Josef Kaufman      | AS Pardubice, Teplice              | 28          |
| 5 | Michal Papadopulos | Baník Ostrava, Bayer Leverkusen    | 27          |
| 6 | Lukáš Došek        | Slavia Praga                       | 26          |
| 6 | Michal Kadlec      | 1. FC Slovácko, Sparta Praga       | 26          |
| 6 | Ondřej Mazuch      | Fiorentina, Anderlecht             | 26          |
| 6 | Tomáš Pekhart      | Tottenham Hotspur, Baumit Jablonec | 26          |
| 6 | Roman Týce         | Slovan Liberec, TSV 1860 Múnich    | 26          |
| 6 | Tomáš Ujfaluši     | Sigma Olomouc                      | 26          |

#### Más goles
| # | Nombre            | Club(es)                                            | Goles |
| - | ----------------- | --------------------------------------------------- | ----- |
| 1 | Tomáš Pekhart     | Tottenham Hotspur, Baumit Jablonec                  | 17    |
| 2 | Jan Chramosta     | Mladá Boleslav                                      | 12    |
| 3 | Milan Baroš       | Baník Ostrava, Liverpool                            | 9     |
| 3 | Tomáš Došek       | Viktoria Plzeň, Slavia Praga                        | 9     |
| 5 | Bořek Dočkal      | Slavia Praga, Slovan Liberec                        | 8     |
| 5 | Pavel Novotný     | Slavia Praga                                        | 8     |
| 5 | Václav Svěrkoš    | Baník Ostrava, Borussia Mönchengladbach, Hertha BSC | 8     |
| 8 | David Kobylík     | Sigma Olomouc, Strasbourg                           | 7     |
| 8 | Vratislav Lokvenc | Hradec Králové, Sparta Praga                        | 7     |
| 8 | Libor Sionko      | Baník Ostrava, Sparta Praga                         | 7     |
| 8 | Štěpán Vachoušek  | SC Xaverov, Chmel Blšany, Teplice, Slavia Praga     | 7     |